# Uliana de Tver
Uliana Alexandrovna de Tver (del ruso: Ульяна Александровна Тверская) (ca. 1325 - otoño 1392) fue una de las hijas del Gran Príncipe Alejandro de Tver y Anastasia de Hálych, y la segunda esposa del Gran Duque de Lituania Algirdas. Tras la muerte de su marido Uliana se hizo monja bajo el nombre de Marina. Murió en otoño de 1392.
En 1349 Algirdas envió una embajada a la Horda de Oro, proponiéndole al kan Jani Beg formar una alianza contra el príncipe Simeón de Moscú, pero su propuesta no fue aceptada. Entonces, en 1350, Algirdas hizo las paces con Simeón y se casó en segundas nupcias con la cuñada de Simeón (ya que la hermana de Uliana, María, estaba casada con él), la princesa Uliana de Tver.
Uliana y Algirdas tuvieron trece hijos: seis hijos y siete hijas. Su hijo mayor, Jogaila heredó el trono y se convertíría en Gran Duque de Lituania. En 1386 también sería coronado como rey de Polonia.